# Berliner Volks-Zeitung
Le Berliner Volks-Zeitung (BVZ) est un quotidien régional allemand de la grande région de Berlin de 1904 à 1944. Il est publié par Rudolf Mosse jusqu'en 1933, puis par Buch- und Tiefdruck GmbH et à partir de 1937 par Deutscher Verlag. Le prédécesseur direct du journal est le Volks-Zeitung, fondé par Franz Duncker en 1853.

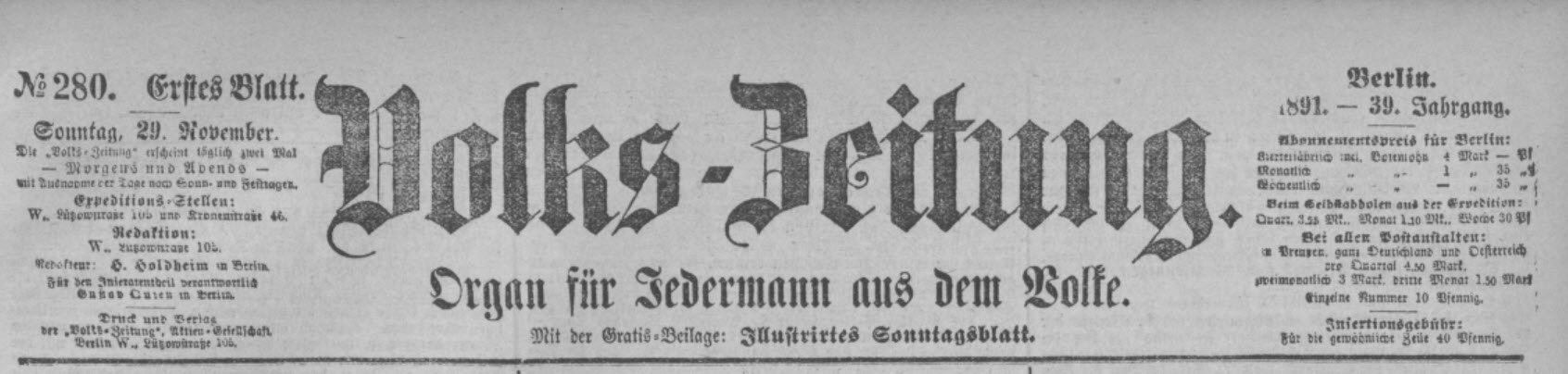
En-tête de titre du 29 novembre 1891

Le groupe cible est une large partie de la population, en particulier les travailleurs et les classes moyennes inférieures. Le contenu est axé sur des reportages et des divertissements sensationnels. Au cours de son existence, les informations issues de la vie économique sont nettement sous-représentées. Dans l'Empire allemand, le journal domine particulièrement grâce à de fortes ventes de rue et devient un journal tabloïd à succès. Jusqu'en 1918, l'équipe éditoriale pratique un journalisme interprétatif, qui prête attention à la neutralité et à l'équilibre politique dans les reportages. Dans la république de Weimar, le Berliner Volks-Zeitung représente les positions républicaines. Pendant cette période, il adopte une position libérale de gauche, souvent sous le sous-titre Mitteilungsblatt der DDP Berlin, et devient un journal non officiel du parti démocrate allemand (DDP). La rédaction pratique ainsi un journalisme d'opinion clairement reconnaissable, ce qui contribue à une baisse significative du tirage et menace l'existence de l'éditeur. Après l'arrivée au pouvoir des nationaux-socialistes et le conformisme obligatoire, le style tabloïd est conservé. Grâce à une assurance d'abonnement particulièrement abordable et à une relance dans laquelle les graphiques, les polices, les textes, les images et les graphiques reçoivent un aspect moderne, le journal redevient un journal de la capitale avec une forte audience à partir de 1933.

## Histoire
Les origines du Berliner Volks-Zeitung remontent à l'Urwähler-Zeitung (de), fondée par Franz Duncker et Aaron Bernstein et paraissant régulièrement à partir du 1er avril 1849. En raison de son contenu communiste et démocratique radical, le journal est interdit à plusieurs reprises et pendant longtemps par le ministère prussien de l'Intérieur. Le 9 avril 1853, Duncker reprend les actions de Bernstein et continue à diriger le journal en tant que Volks-Zeitung – Organ für Jedermann aus dem Volke. Au début des années 1860, selon les propres statistiques de l'éditeur, le Volks-Zeitung est l'une des publications les plus diffusées dans la capitale prussienne, avec environ 22 000 exemplaires.
En 1885, l'éditeur Emil Cohn (de) acquiert le journal. Le rédacteur en chef du journal entre 1884 et 1886 est Adolph Phillips (de). Son successeur est Hermann Trescher (de) qui, pour des raisons de santé, confie le poste de rédacteur en chef à Franz Mehring en avril 1889,. Mehring travaille pour le Volks-Zeitung depuis 1884. En raison de ses opinions marxistes et du déclin constant de la diffusion qui en découle, il entre de plus en plus en conflit avec Emil Cohn. Le plaidoyer de Mehring contre les lois socialistes conduit à l'interdiction répétée du journal et à la menace de l'existence de l'éditeur. À l'automne 1890, Franz Mehring est licencié sans préavis.
En 1892, Karl Vollrath (de) prend la direction du rédacteur en chef et occupe ce poste pendant 23 ans jusqu'à sa mort. Vollrath abandonne la lecture marxiste du journal, mais est incapable d'arrêter le déclin du tirage au cours des douze années suivantes. En raison de la concurrence avec le Berliner Tageblatt, le Volks-Zeitung se heurte de plus en plus à des difficultés financières et ne mène qu'une existence sombre. En 1904, Cohn vend le journal à son ex-compagnon et beau-frère Rudolf Mosse, qui rebaptise le journal Berliner Volks-Zeitung à partir du 1er juillet de la même année.
Jusqu'en 1943, le Berliner Volks-Zeitung parait douze fois par semaine, du mardi au samedi avec une édition du matin et du soir, le dimanche uniquement avec une édition du matin (appelée plus tard « Sonntags-BVZ ») et le lundi uniquement avec une édition du soir. Environ un an avant la fermeture du journal, celui-ci est réduit à sept numéros par semaine, mis en vente tous les soirs. Il est produit au format berlinois. L'édition du matin coûte 10 pfennigs au détail et l'édition du soir 5 pfennigs. Le siège du journal se trouve jusqu'en 1904 à la Lützowstrasse 104-105, puis au Mossehaus jusqu'en 1939 et enfin à la maison Ullstein à Berlin,.

## Ascension vers un journal de masse

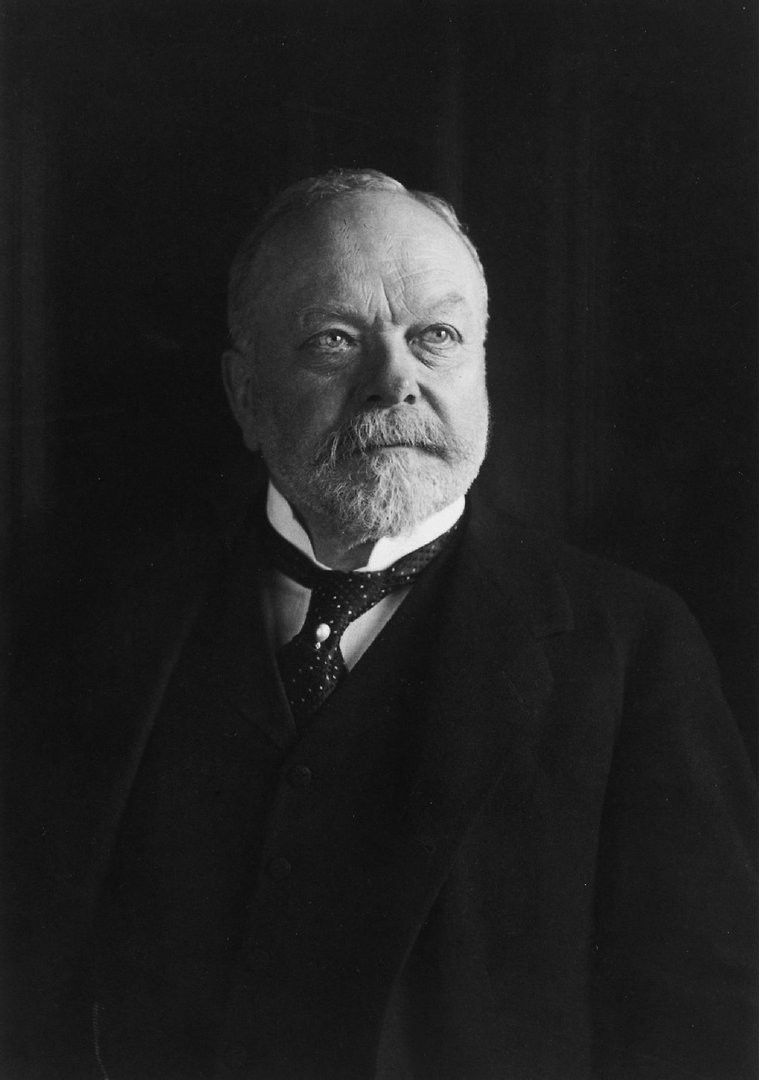
Rudolf Mosse vers 1916

Lorsque Mosse a repris le journal, le tirage est inférieur à 20 000 exemplaires. Dix ans plus tard, ce nombre s'élève à 140 000 et en 1916, selon les propres statistiques de l'entreprise, il atteint même 225 000. Cette évolution positive est notamment due au fait que le Berliner Volks-Zeitung a pu bénéficier du service d'information et d'images du Berliner Tageblatt ainsi que de l'organisation publicitaire et commerciale expérimentée de Mosse-Verlag. Il n'existe cependant aucune information confirmée sur le nombre d'exemplaires publiés, car il n'y a pas d'enquêtes officielles avant 1933 et il peut être prouvé que jusqu'alors les statistiques de Mosse sont interprétées de manière très généreuse.
En termes de contenu, Mosse change complètement le journal. L'accent est mis sur les rapports sensationnels tels que les records, les accidents, les assassinats, les crimes et autres faits exceptionnels. Il existe une relation étroite indéniable avec le Berliner Morgen-Zeitung (de) et le Berliner Tageblatt, qui proviennent également de la famille Mosse. Les mêmes romans-feuilletons, les mêmes photos et les mêmes reportages sont souvent imprimés dans les pages du Berliner Volks-Zeitung. En tant qu'éditions spéciales, le journal comprend un livre de recettes annuel sous forme de magazine, un annuaire et un calendrier. Les suppléments réguliers, par exemple l'Illustrierte Haus- und Gartenzeitung, le Technische Rundschau ou l'Ulk, spnt également identiques au Berliner Tageblatt.
Le journal, comme toutes les publications de Mosse, contient de nombreuses petites annonces et, surtout le week-end, de très somptueuses publicités commerciales . En revanche, les éditions du matin et du soir du Berliner Volks-Zeitung diffèrent considérablement dans leur présentation. L'édition du matin compte généralement dix pages, avec quelques images. Ce n'est qu'en 1929 que la première page comporte en haut deux photos miniatures. Sous l'en-tête du journal, la première page est pour la plupart non illustrée et contient un éditorial et un ou deux autres articles ainsi que des titres sensationnels. Les pages intérieures couvraient la politique, les affaires locales, le sport et la culture. Les reportages sensationnels sont une caractéristique permanente dans toutes les sections. L’édition du soir, en revanche, ne compte en moyenne que quatre pages contenant uniquement des photos. Sur le plan thématique, les images aux motifs sensationnels incohérents prédominaient, principalement des accidents, des crimes, des catastrophes ou des scandales. Les seuls éléments de texte sur les pages de photos sont les titres au-dessus et en dessous des images.
Avec cette forme de publication, Mosse attaque délibérément et avec succès le Berliner Illustrirte Zeitung et le Berliner Morgenpost de son principal concurrent, Ullstein Verlag. Jusqu'à l'effondrement de l'Empire allemand, le Berliner Volks-Zeitung domine, notamment dans les ventes de rue, et se développe pour devenir un média de masse à Berlin. Bien que Mosse et Vollrath sont des membres actifs du parti radical allemand, le journal représente exclusivement des intérêts prolétariens - en accord avec le groupe cible de son lectorat. Du vivant de Mosse, une attention particulière est portée à une certaine neutralité ou équilibre partisan sur les questions politiques. Fondamentalement, le Berliner Volks-Zeitung de l'époque ne rapporte pas un fait comme un commentaire, mais plutôt comme un reportage ou un article d'actualité. Lorsque Karl Vollrath meurt d'un accident vasculaire cérébral le 20 octobre 1915, Otto Nuschke prend le poste du rédacteur en chef, qui travaille déjà chez Mosse-Verlag comme rédacteur parlementaire du Berliner Tageblatt depuis 1910.

## Développement dans la république de Weimar
Nuschke, qui est moins journaliste qu'homme politique, reste rédacteur en chef du Berliner Volks-Zeitung jusqu'en 1930. À partir de 1910, il représente le Parti populaire progressiste libéral  en tant que secrétaire général, en 1918 il est cofondateur du Parti démocratique allemand (DDP), de 1919 à 1920 membre de l'Assemblée nationale et de 1921 à 1933 député du parlement de l'État prussien. Nuschke contribue peu au journalisme d'investigation. Quoi qu'il en soit, le « Groupe Tageblatt » (Berliner Tageblatt, Berliner Morgen-Zeitung, Berliner Volks-Zeitung) est en réalité sous la direction de Theodor Wolff, rédacteur en chef du Berliner Tageblatt, depuis 1917.
Rudolf Mosse meurt en 1920 au château de Schenkendorf (de). Le nouveau propriétaire de la maison d'édition est son gendre Hans Lachmann-Mosse (de). Cependant, Wolff, dont les ambitions politiques dépassent également celles journalistiques, a un impact durable sur le développement ultérieur avec Otto Nuschke. Au plus tard à partir de 1920, aucun journal Mosse ne peut être qualifié d’impartial sur le plan journalistique. Le Berliner Volks-Zeitung devient notamment un journal de combat et un porte-parole du DDP. Presque tous les articles contiennent désormais des commentaires dans lesquels les programmes démocratiques radicaux du DDP et ses principes de marché privé sont mis en avant. Bien que Nuschke et Wolff ont conservé le style d'un journal tabloïd, ils choisisseent spécifiquement des sujets en fonction de leurs points de vue ou donnent aux événements une composante politique.
Il n'y a pas que les groupes de gauche, de droite ou conservateurs qui sont combattus. La rédaction du Berliner Volks-Zeitung attaque également spécifiquement les cabinets démocratiquement élus dans lesquels le DDP n'est pas représenté. Les méthodes vont bien au-delà des attaques verbales. La fondation du Parti républicain d'Allemagne (RPD) rencontre une résistance si déterminée de la part de Wolff qu'il provoque, entre autres, le licenciement de Carl von Ossietzky, qui travaille comme employé de politique étrangère et rédacteur au Berliner Volks-Zeitung à partir de 1920. jusqu'en 1924 et est l'un des membres fondateurs du RPD. Kurt Tucholsky, qui travaille comme rédacteur en chef chez Ulk, vit une expérience similaire. Dans une critique désobligeante, il décrit Theodor Wolff comme un « homme quelque peu stupide » avec des principes « soi-disant libéraux » mais unilatéraux,.
La politisation du Berliner Volks-Zeitung entraîne un déclin continu de sa diffusion. Le ton pédagogique en particulier est de moins en moins accepté par de nombreux lecteurs. Divers députés du DDP utilisent le journal comme forum politique. Par exemple, Hugo Preuß, qui milite contre les structures fédéralistes et pour un État centralisé, publie régulièrement des « Appels au peuple allemand » dans le Berliner Volks-Zeitung. Nuschke, mais surtout le partisan de la ligne dure Wolff, ferment de plus en plus les yeux sur la véritable situation de la république de Weimar ainsi que sur les besoins et les problèmes de leurs lecteurs. Cela aboutit à des suppléments publicitaires constants du DDP et à la propagation de programmes de « capitalisme social » dans lesquels les travailleurs et les entrepreneurs devraient reconnaître « le devoir, le droit, la performance et le profit » de chacun. Ces idées visionnaires sont totalement irréalistes compte tenu de la hausse du chômage, des réductions des prestations sociales, des augmentations d’impôts et de la pression des réparations. Ainsi, vers la fin de la république de Weimar, les libéraux de gauche n’obtiennent qu’environ 1 pour cent aux élections et sombrent dans l’insignifiance.
La partialité partisane de la rédaction est de plus en plus critiquée par Hans Lachmann-Mosse, qui prévoit une baisse du tirage en raison d'un lectorat de plus en plus divisé politiquement. En outre, l’image est apparue parmi le public – en particulier parmi les travailleurs – que le DDP est un « parti du grand capital ». En 1928, le tirage du Berliner Volks-Zeitung tombe à 70 000 exemplaires. C'est l'Ullstein Verlag qui en a le plus profité, conservant un style d'information résolument neutre dans toutes ses publications jusqu'à la fin de la république de Weimar. Les lecteurs de Mosse, mais surtout les annonceurs, affluent en masse vers le Berliner Morgenpost, qui, avec un tirage exorbitant de 614 680 exemplaires, peut dès 1929 devenir le journal le plus diffusé de la république de Weimar. Les rédacteurs d'Ullstein Verlag exercent jusqu'au bout un journalisme impartial,,.
Avec la baisse du tirage des journaux Mosse, le prix par millier de contacts (de) dans le secteur publicitaire chute. Le groupe doit enregistrer d'énormes baisses de ventes pour l'ensemble de ses publications. Au printemps 1928, la banque de l'éditeur met en garde contre une insolvabilité imminente. Lachmann-Mosse essaie par tous les moyens de renverser la situation, mais Wolff et Nuschke rencontrent peu de compréhension en ce qui concerne les mesures d'austérité et les demandes de changements substantiels. À ce stade, une procédure d'insolvabilité ordonnée aurait pu sauver au moins une partie du groupe, mais avec le début de la crise économique mondiale en 1929, cela n'est plus possible. En décembre 1930, Martin Carbe (de), avocat général de longue date et signataire autorisé, quitte la maison d'édition. Il rejoint Ullstein Verlag, ce qui est un événement incroyable dans tout le paysage de la presse. En fait, la direction de Mosse retarde la faillite jusqu'à l'automne 1932.
Bien que le Berliner Tageblatt ait subi les pertes les plus importantes, Lachmann-Mosse est le premier à prendre des contre-mesures au Berliner Volks-Zeitung. Le nombre de pages et d'encarts est réduit et l'impression couleur est supprimée. Cela est suivi par des réductions d’honoraires et des démissions de rédacteurs politiques. En 1930, lors d'une concertation entre Hans Lachmann-Mosse et Theodor Wolff, un big bang retentit : le licenciement d'Otto Nuschke. Le contexte est la fusion du DDP avec l'Union populaire nationale du Reich (de) (VNR) pour former le parti d'État allemand. Contrairement à Wolff, Nuschke ne craint pas les contacts avec le VNR, qui est étroitement lié au parti conservateur et antisémite de la Jeunesse allemande. Nuschke devient directeur général du parti d'État allemand et rédacteur en chef du nouveau journal du parti Deutscher Aufstieg. Après 1945, il prend la direction de la CDU de l'Est et devient vice-premier ministre de la RDA.
Pour Lachmann-Mosse, le licenciement de Nuschke ne représente pas une libération. Theodor Wolff reprend lui-même brièvement la direction éditoriale du Berliner Volks-Zeitung, nomme Kurt Caro (de), qui est son subordonné, comme rédacteur en chef au milieu des années 1930 et poursuivit sa ligne politique. En principe, Theodor Wolff, soixante ans, ne peut pas être licencié. Bien qu’il ait menacé à plusieurs reprises de démissionner de ses fonctions, il se bat en réalité pour rester au pouvoir. Les rumeurs de démission de Wolff ne provoquent pas seulement de grands troubles au sein du personnel ; Il en a même fait un sujet public dans des articles de journaux, de sorte que les difficultés de l'éditeur ne sont pas restées un secret dans le Berlin politique. Cela est suivi par l'effondrement économique du groupe Mosse à l'automne 1932.
Une procédure de faillite doit être ouverte le 13 septembre 1932. Plus de 3 000 emplois sont en jeu. Le commissaire aux comptes Walter Haupt est nommé administrateur d'insolvabilité. Il tente de poursuivre l'entreprise dans une société de sauvetage, mais propose également à l'achat des parties de la maison d'édition afin de restaurer la capacité d'action et les liquidités de l'entreprise. Ses efforts furent vains. Aucun acheteur potentiel ne voit la possibilité de poursuivre économiquement la maison d'édition,.

## Période du national-socialisme
Après plusieurs incidents, Wolff reçoit sa démission de Lachmann-Mosse le 3 mars 1933 et quitte l'Allemagne cinq jours plus tard. Hans Lachmann-Mosse s'enfuit à Paris le 1er avril 1933 et de là organise la transformation du groupe en fondation le 15 avril 1933. Le même jour, Rudolf Mosse OHG arrête tous les paiements. Le 12 juillet 1933, la fondation arrête également définitivement ses versements. Cette phase voit les nationaux-socialistes prendre le pouvoir et mettre la presse au pas. Joseph Goebbels déclare qu'il ne souhaite pas démanteler davantage la maison d'édition en raison du grand nombre d'emplois. Max Winkler est nommé nouvel administrateur d'insolvabilité à l'automne 1933 et, en 1934, il transfère tous les anciens journaux de Mosse à la Berliner Druck- und Zeitungsbetriebe AG, fondée spécifiquement en tant que société de sauvetage.
Bien que le tirage du Berliner Volks-Zeitung ait augmenté grâce, entre autres, à une assurance d'abonnement abordable et à une relance, aucun journal Mosse n'a pu générer plus de bénéfices. Dans le cadre du plan quadriennal et des mesures de rationalisation associées, le Berliner Volks-Zeitung passe à Deutscher Verlag en 1937. Ici, avec beaucoup d'images et de courts reportages, le journal devient l'un des journaux les plus lus de la capitale, vendu dans les rues et, à partir de 1940, il trouve de nombreux acheteurs, principalement aux portes des grandes usines d'armement. Le tirage de la seule édition du soir s'élève à 251 995 exemplaires par jour en 1943, dont la plupart sont rapidement récupérés par les travailleurs de nuit.
En raison des mesures de « guerre totale », la Chambre de la presse du Reich impose au début de 1943 des restrictions en matière d'économie de papier, telles que « des modifications dans la fréquence et le volume des journaux, la fermeture temporaire des journaux et la fusion des quotidiens publiés par les éditeurs allemands ». En conséquence, le Berliner Volks-Zeitung ne paraît qu'en édition du soir à partir de mars 1943. Le Berliner Morgenpost reprend la base d'abonnés pour l'édition du matin abandonnée. Le dernier numéro paraît le 30 septembre 1944. Officiellement, il est déclaré que le journal ne serait pas supprimé mais fusionnerait avec le Berliner Morgenpost